# Janik (Pologne)
Pour les articles homonymes, voir Janik et Janík.
Janik est une localité polonaise de la gmina de Kunów, située dans le powiat d'Ostrowiec en voïvodie de Sainte-Croix.